# Collection Firestone d'art canadien

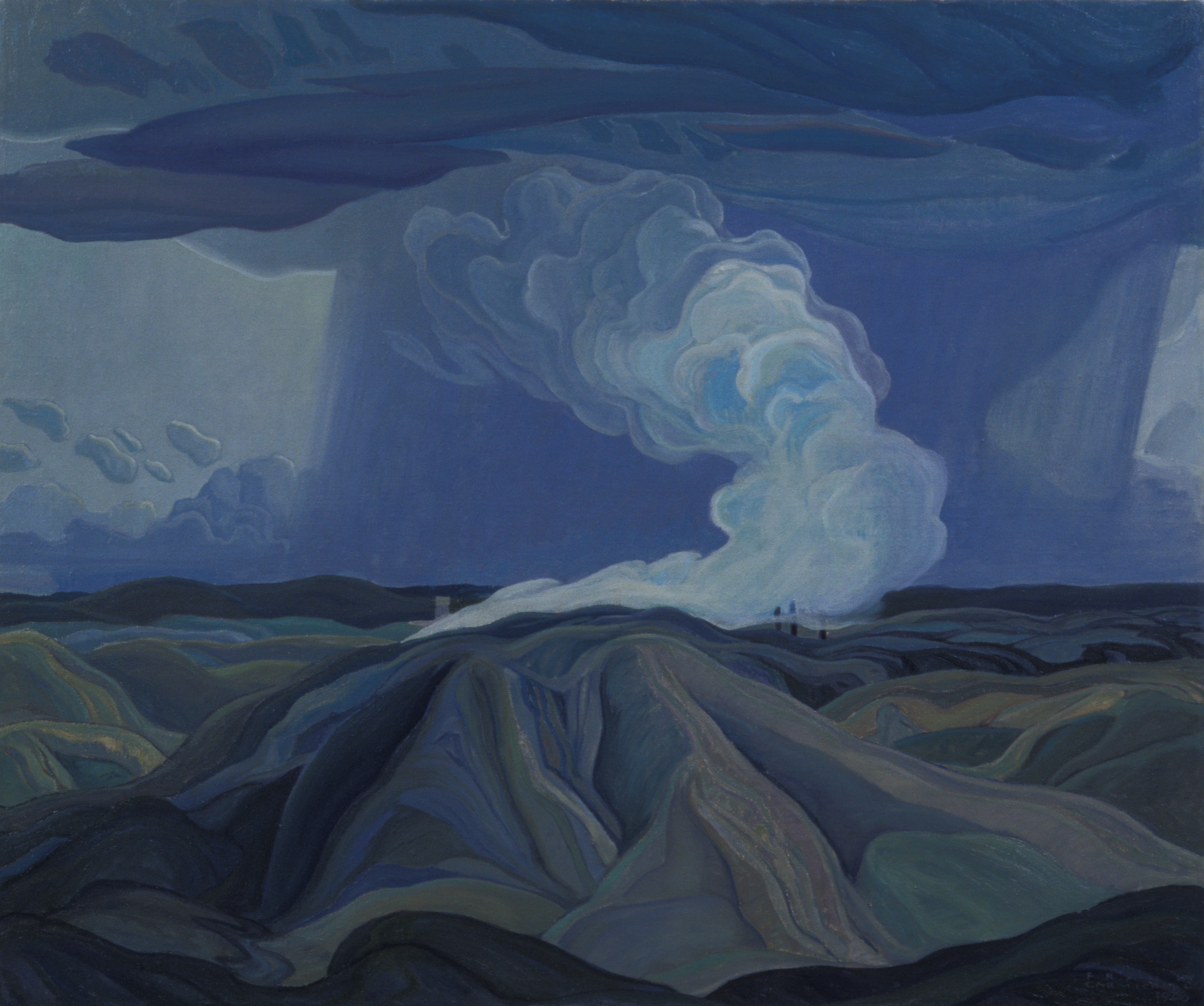
Franklin Carmichael, The Nickel Belt (La zone de nickel), 1928. Huile sur toile. 101,8 cm x 122,0 cm.

La Collection Firestone d'art canadien comprend plus de 1 600 œuvres d’art canadien du XXe siècle, amassées à partir des années 1950 par O.J. et Isobel Firestone, résidents d’Ottawa. Aujourd’hui, la collection publique appartient à la ville d'Ottawa et est gérée par la Galerie d'art d'Ottawa qui accueille la collection dans ses espaces d’exposition et d’entreposage. De plus, l’escalier original en marbre et laiton provenant de la résidence des Firestone occupe une place d’honneur dans le foyer du nouvel édifice de la GAO, au 50 pont Mackenzie Bridge.

## Histoire

### O.J. et Isobel Firestone
Otto Jack Firestone immigre d’Autriche au Canada en 1938. Après avoir obtenu une maîtrise en économie de l’Université McGill, il s’installe à Ottawa en 1942 et travaille comme économiste au sein du gouvernement fédéral. Isabel Torontow est originaire d'Ottawa.
Inspiré par ses visites à la Galerie nationale (aujourd’hui le musée des beaux-arts du Canada), il visite des studios d’artistes en compagnie de son épouse, la pianiste Isobel Torontow, et commence à collectionner leurs œuvres. Collectionneurs passionnés, O.J. et Isobel tissent des liens serrés avec les acteurs principaux de la scène artistique canadienne, incluant avec A. Y. Jackson, membre du Groupe des sept.
Leur fils Bruce a ranimé l'équipe de hockey de la ville d'Ottawa, les Sénateurs d'Ottawa.

### Résidence de Rockcliffe Park
Les Firestone entament la construction d’une nouvelle résidence en 1960. Occupant près de 750 m2 sur trois étages, la demeure se trouve au 375 Minto Place, dans le quartier de Rockliffe Park. Surnommée « Belmanor » en l’honneur d’Isobel, la résidence est conçue pour accueillir la collection grandissante des Firestone, et inclut un contrôle de la température, de l’humidité et de l’éclairage d’exposition. Le bâtiment est conçu par les architectes Sam Gitterman et George Bemi.
L’édifice moderne devient vite le point de rencontre des amis des Firestone et de membres de la communauté artistique.
O.J. Firestone ordonnait sa collection selon des catégories historiques, régionales et thématique. La catégorie historique était composée de trois époques distinctes : de 1867 à 1914, représentant la peinture de paysages canadiens ; de 1919 à 1939, comprenant la période d’art national et d’œuvres du Groupe des sept ; et de 1945 à nos jours, qui correspond à une période d’art non figuratif et qui « se tourne vers l’international ». O.J. Firestone effectue régulièrement des visites guidées sur rendez-vous destinées au public
Vendue, puis louée pendant de nombreuses années, la maison des Firestone est démolie en 2007, du fait des importantes rénovations requises à cause du système de chauffage et de dommages engendrés par l’humidité. Son propriétaire, le développeur immobilier Neil Malhotra, déclare que le bâtiment et sa consommation énergétique ne sont pas cohérents, la facture annuelle du chauffage s'élevant à 8 000 dollars, mais reconnait l'approche technologique avancée de la construction pour son époque. Le photographe Marc Fowler est engagé pour produire des archives détaillées et en images de la maison avant sa destruction.
La nouvelle résidence construite à sa place conserve quelques éléments stylistiques de l’architecture originale de la maison Firestone. À l'invitation du propriétaire, la Galerie d’art d’Ottawa récupère quelques éléments clés de la maison avant qu’elle ne soit démolie. Ces éléments (l’escalier, des lambris, les plafonniers encastrés et des écrans de laiton) sont conservés dans un entrepôt d’archivage en attendant de pouvoir les inclure dans un nouvel édifice,. Les profits de la vente de la maison des Firestone sont mis à contribution pour les rénovations de la Cour des arts, incluant la création de la Salle Firestone, et pour l’entretien de la Collection.

### Transfert à la ville d'Ottawa
En 1972, la famille Firestone décide de faire don à la Fondation du patrimoine ontarien (aujourd’hui la Fiducie du patrimoine ontarien), de leur collection riche d’environ 1 200 œuvres, de leur maison et d’un fonds de 100 000 dollars destiné à la conservation et à l’entretien des œuvres. Les Firestone ont imposé comme condition du don de leur collection à la Fondation du patrimoine ontarien que celle-ci soit exposée et qu’elle soit accessible au public d’Ottawa et de ses environs.
Divorcé d’Isobel en 1978, O.J. épouse Barbara McMahon en deuxièmes noces. Barbara Firestone organise deux tournées de la collection en Europe de l’Est et de l’Ouest, dans les années 1980.
En 1991, la Fondation du patrimoine ontarien décide que la Collection, forte de 1 600 œuvres, requiert une nouvelle demeure, puisqu’O.J. Firestrone, maintenant plus âgé et divorcé de Barbara, décide de quitter sa résidence de Minto Place. La Ville d’Ottawa et la Galerie d’art d’Ottawa, nouvellement incorporée, proposent ensemble d’acquérir la Collection d’art Firestone. Leur offre est acceptée et la Ville devient propriétaire de cette collection d’importance nationale en promettant de nouveaux espaces d'exposition et d'entretien des œuvres au sein de la Galerie d’art d’Ottawa.
Le 6 juin 1992 (année de décès d'Isobel Firestone) est ouverte l’exposition inaugurale Treasures from the Firestone Art Collection à la Galerie d’art d’Ottawa, nouvellement rénovée. O.J et Isobel Firestone, Glenn McInnes, le premier président du conseil de la GAO, et Mayo Graham, la première directrice de la Galerie participent au vernissage. L’exposition, montée dans la nouvelle Salle Firestone, révèle la Collection d’art Firestone au public et en souligne l’importance et la portée en exposant des œuvres d’artistes canadiens de renom, tels que Maurice Cullen, Lawren S. Harris, Emily Carr, Paul-Émile Borduas, et David Milne. L’exposition marque un tournant dans l’histoire de la Collection d’art Firestone tout comme dans celle de la Galerie d’art d’Ottawa. Pendant le vernissage, O.J. Firestone fait le point sur ce déménagement en déclarant : « La Collection vole aujourd’hui de ses propres ailes… Et ici, elle a l’espace pour le faire.  »
En 1996, la GAO lance un programme éducatif intitulé « Interprétations étudiantes de la Collection Firestone d’art canadien », qui donne aux élèves d’écoles secondaires régionales étudiant en arts visuels la chance de créer et d’exposer des œuvres inspirées de la Collection. En 2004, alors qu'une fraction de la collection est exposée à la GAO, le maire d'Ottawa Bob Chiarelli propose d'exposer les œuvres dans son bureau et d'autres salles de la mairie. En 2004, la mairie d'Ottawa vote un budget annuel de 80 000 dollars pour l'entretien de la collection.
En mars 2014, une annexe de la GAO ouvre dans la mairie d'Ottawa, permettant 9 œuvres de la collection Firestone d'y être exposées. L'annexe est inaugurée avec l'exposition Good Company.
Le nouvel édifice de la Galerie d’art d’Ottawa, inauguré en 2018, alloue un espace plus grand à la Salle Firestone, à laquelle les visiteurs accèdent à partir du foyer par l’escalier de marbre récupéré en 2007 de la maison Firestone. En plus de l’escalier original, la Salle Firestone est ornée d’éléments en laiton et en bois de tek qui rappellent le design intérieur de la maison Firestone afin de replacer la Collection en contexte dans son nouvel espace. Le nouvel édifice fait partie d'un projet immobilier de 100 millions de dollars qui inclut un hôtel, une tour d'appartements, et une annexe de l'université d'Ottawa.

## Collection
La Collection Firestone d’art canadien (CFAC) est exposée en rotation à la Galerie d’art d’Ottawa, lors d’expositions permanentes et d’exposition thématiques. En 2018, la collection Firestone a une valeur estimée à 25 millions de dollars (évaluée à 11 millions de dollars en 2006). La collection compte 250 œuvres de A. Y. Jackson, et au moins un Casson pour chaque année de sa vie active de peintre.
La Collection Firestone d’art canadien comprend des œuvres canadiennes d’une grande variété de styles et de techniques, incluant des peintures, des dessins, des estampes et des sculptures. Des 1 600 œuvres qui font partie de la collection, 1 059 sont sur papier, incluant des esquisses au charbon et à la mine, des aquarelles, des lavis d’acrylique et des collages.
Selon O.J. Firestone, deux groupes principaux de la scène artistique canadienne sont représentés dans sa collection : le Groupe des sept et les artistes francophones. Dans certains cas, les Firestone ont acquis une œuvre de chaque année de production ou encore de chaque année charnière d’un artiste donné. La Collection Firestone d’art canadien inclut des œuvres collectionnées à partir des années 1950 jusqu’en 1985.

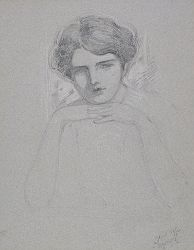
Wilfred Molson Barnes, Female Head (Tête de femme), 1912. Dessin. 31,6 x 25,1 cm
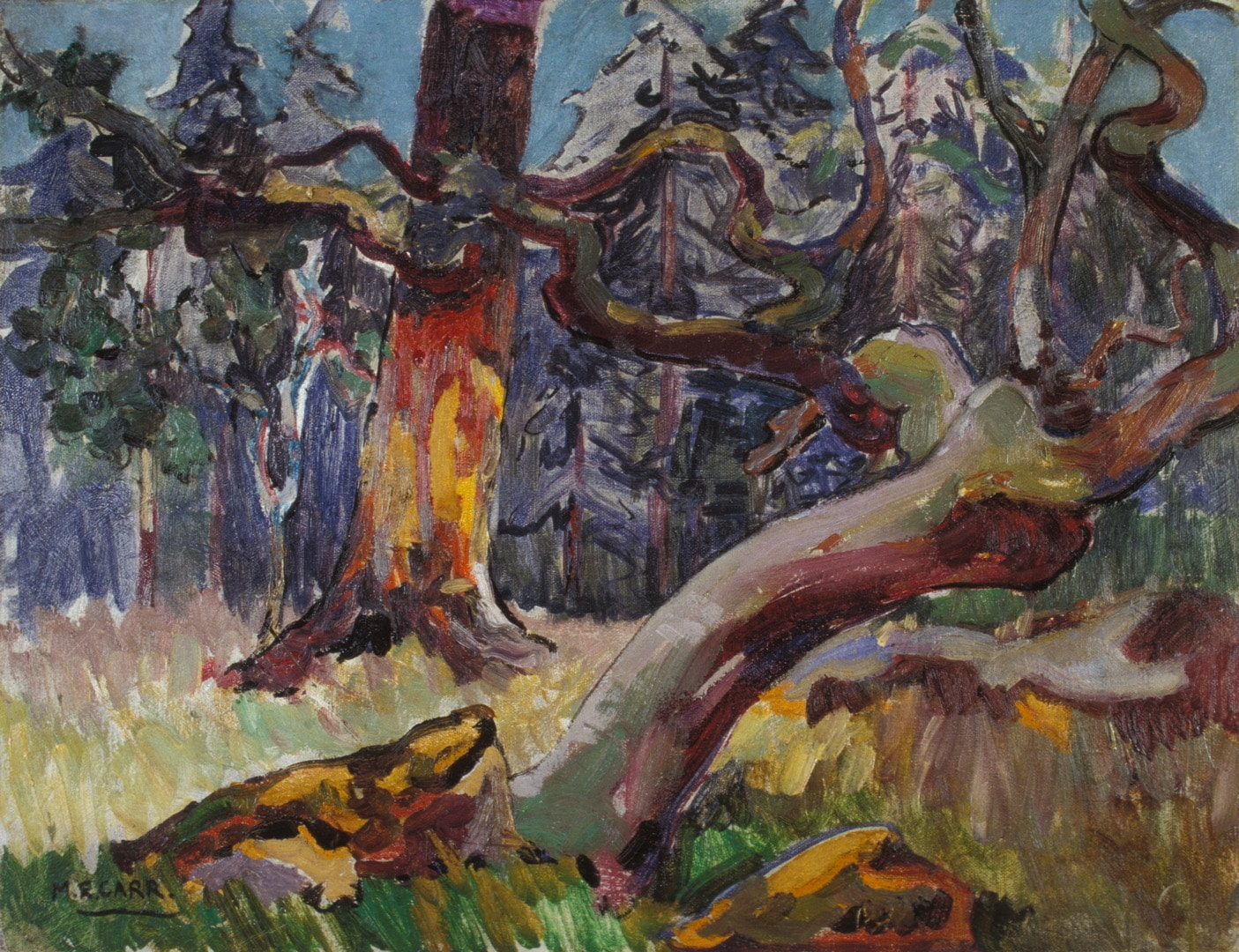
Emily Carr, Sunlight in the Forest (Forêt ensoleillée), 1912. Huile sur lin. 43,4 x 56,3 cm.
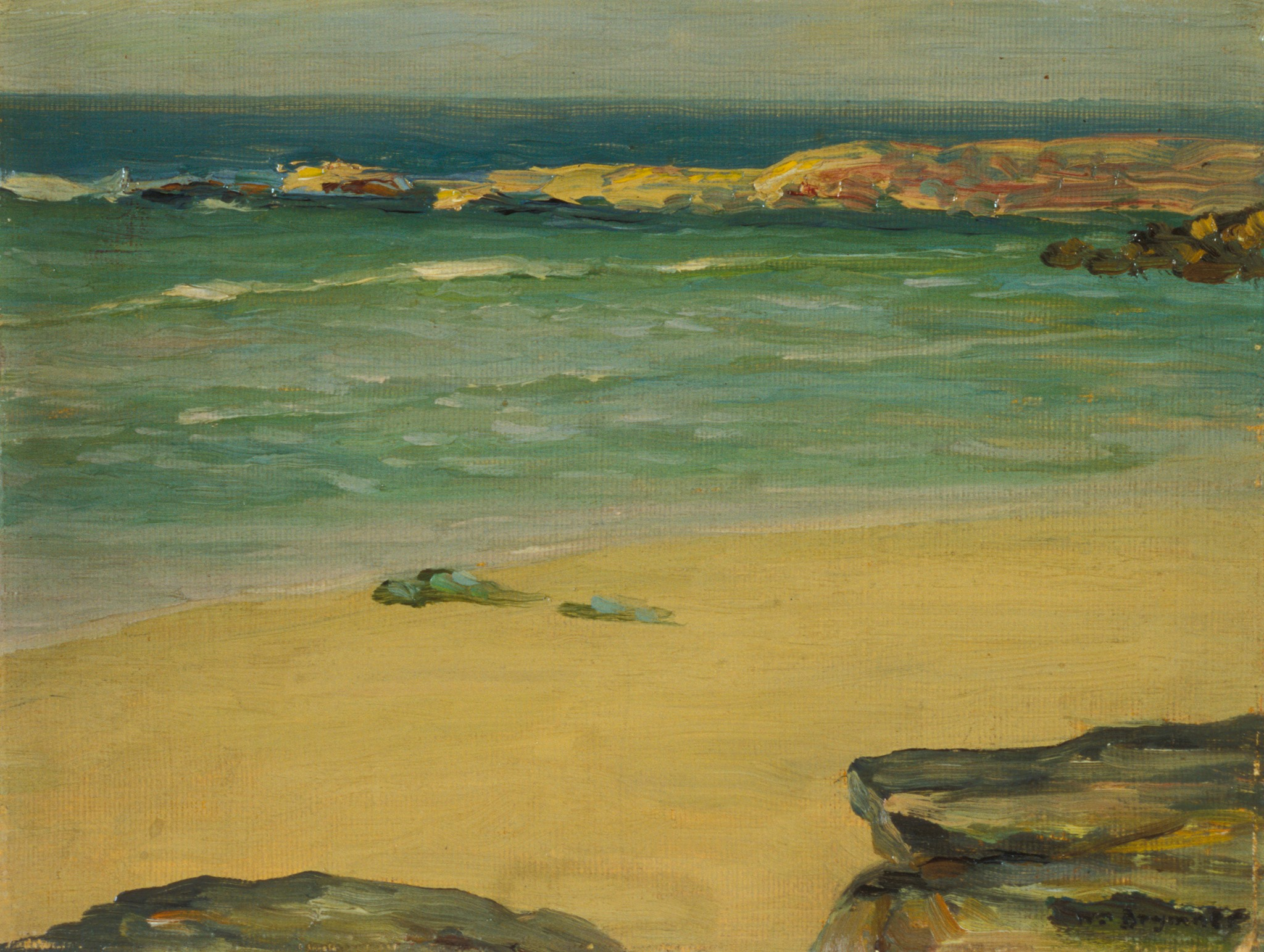
William Brymner, Near Beauport, St. Lawrence River (Près de Beauport, Fleuve St-Laurent), 1900. Huile sur panneau de toile.

Dès l’arrivée de la Collection d’art Firestone à la GAO, on y a catalogué les œuvres par artiste. De plus, on a créé une bibliothèque de référence afin d’y entreposer des textes d’art et d’histoire pertinents et du matériel promotionnel qui est, depuis, partagé avec d’autres institutions artistiques canadiennes. Les conférences et les discussions tenues lors de tables rondes portant sur la Collection d’art Firestone attirent également l’intérêt de chercheurs, tel que l’avait souhaité O.J. Firestone.

## Expositions
La Collection Firestone d’art canadien, exposée de nombreuses fois depuis son arrivée à la GAO, a également été interprétée de diverses façons, incluant par des expositions axées sur un ou une artiste, ou encore sur un thème en particulier. La GAO a continuellement exposé une sélection de trente à quarante œuvres de la Collection réunies selon divers thèmes : paysages et paysages urbains, cours d’eau, impact du Groupe des sept, ou influence des mouvements artistiques européens sur l’art canadien. Parfois, les œuvres de la collection sont accompagnées d’œuvres empruntées à d’autres établissements canadiens, ou bien elles sont placées en dialogue avec des œuvres contemporaines tirées de la collection permanente de la GAO. En vue d’en accroître l’accessibilité, certaines œuvres de la Collection sont exposées à l’international ou continuent d’être montrées dans diverses institutions d’art canadiennes.
Expositions
- 1992 : Treasures from the Firestone Art Collection, exposition inaugurale à la Galerie d’art d’Ottawa
- 2004 : Plein espace : L’art moderne de la Collection Firestone d’art canadien. Commissaire Emily Falvey. Première exposition itinérante de la CFAC organisée par la GAO.
- 2005 : Clairvoyance. Ottawa au cœur d’une collection nationale. Commissaire Catherine Sinclair. 150e anniversaire de la Ville d’Ottawa.
- 2008 : Le Salon. Commissaire Catherine Sinclair. 35 ans de la collection.
- 2014 : Good Company à l'annexe de la mairie d'Ottawa[17]
- 2015 : Des résidents connus de la ville d'Ottawa (écrivaine Charlotte Gray, restaurateur Steve Mitton, architecte Douglas Cardinal) sélectionnent leurs œuvres préférées de la collection qui sont alors exposées dans l'annexe OAG de la mairie[21].
- 2016 : D’un océan à l’autre : Richesses de la Collection Firestone d’art canadien. Œuvres d’artistes de partout au Canada[22].
- 2017 : At Land’s End. Œuvres qui explorent les liens entre terre et mer[23]

## Articles liés
- Galerie d'art d'Ottawa
- Groupe des sept